# Lindenhof (Hatzfeld)
Lindenhof ist ein Weiler der Stadt Hatzfeld mit 120 Einwohnern (Stand: Januar 2008) im nordhessischen Landkreis Waldeck-Frankenberg.

## Geographie
Der Ort liegt circa drei Kilometer vom Kernort entfernt, eingebettet in das waldreiche Gebiet des Hatzfelder Forstes in Nordhessen auf einer Höhe von etwa 400 m. In unmittelbarer Nähe befindet sich mit 674 m ü. NN die Sackpfeife.

## Geschichte
Im Jahr 1693 bezog der erste Hatzfelder Bürger, Christoph Eckhardt, hier sein Anwesen. Vermutlich ist die „Kolonie“ jedoch wesentlich älter. 1712 wurden sechs Haushalte gezählt. In einem Privathaus wurde 1892 eine Schule eingerichtet. 77 Einwohner zählte man 1895. Zu Beginn des Ersten Weltkrieges bestanden 21 Wohnbauten, einige davon im abseits gelegenen Weiler Hof Rhoda. In den 1930er Jahren erfolgte der Anschluss an die öffentliche Wasserversorgung und das Stromnetz.

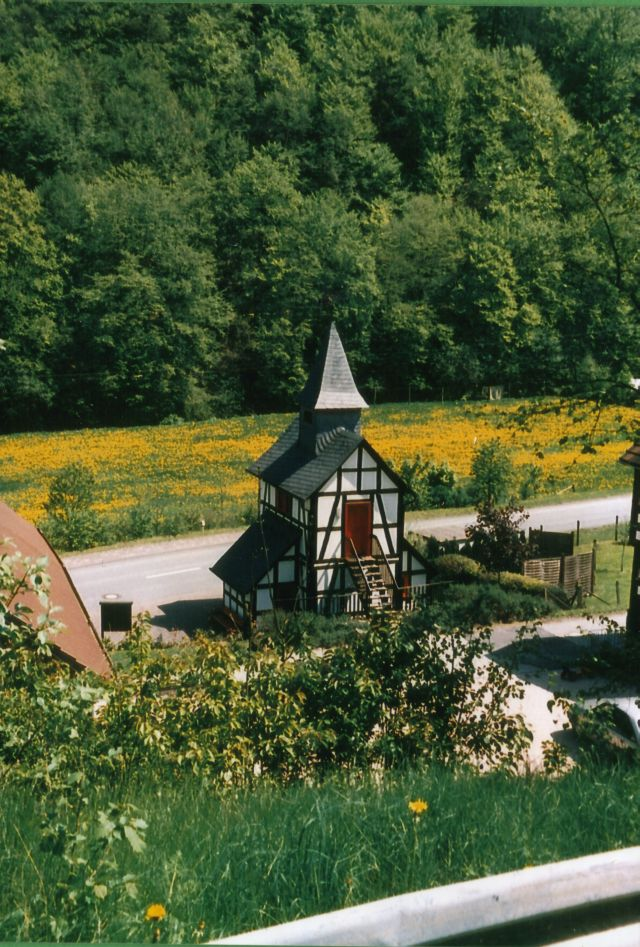
Lindenhöfer Kirche

### Herkunft des Ortsnamens
Der Name leitet sich von dem „Linnen“ ab, welches früher im Ort gewebt wurde, und nicht wie zu vermuten wäre von der in der Ortsmitte stehenden Linde.

## Kirche
Im Jahr 1990 begann die Planung für eine eigene Kirche. Eine alte Hochscheune wurde zu einer Kirche umgebaut. Eingeweiht wurde sie im Jahr 1992. Der Lindenhöfer Kunstmaler Ernst Peter Rade schuf das Buntglasfenster im Altarraum. In ihrer Art handelt es sich um eine einmalige Fachwerkkirche, vermutlich um die kleinste in Hessen. In einer vom Hessischen Rundfunk durchgeführten Umfrage im April 2011 wurde die Kirche zur zweitschönsten Hessens gewählt.

## Sehenswürdigkeiten
- In Lindenhof befindet sich eine Wildvogelpflegestation des Naturschutzbund Deutschland.[1]
- 1991/1992 wurde in Lindenhof die wohl kleinste Fachwerkkirche Hessens eingeweiht.

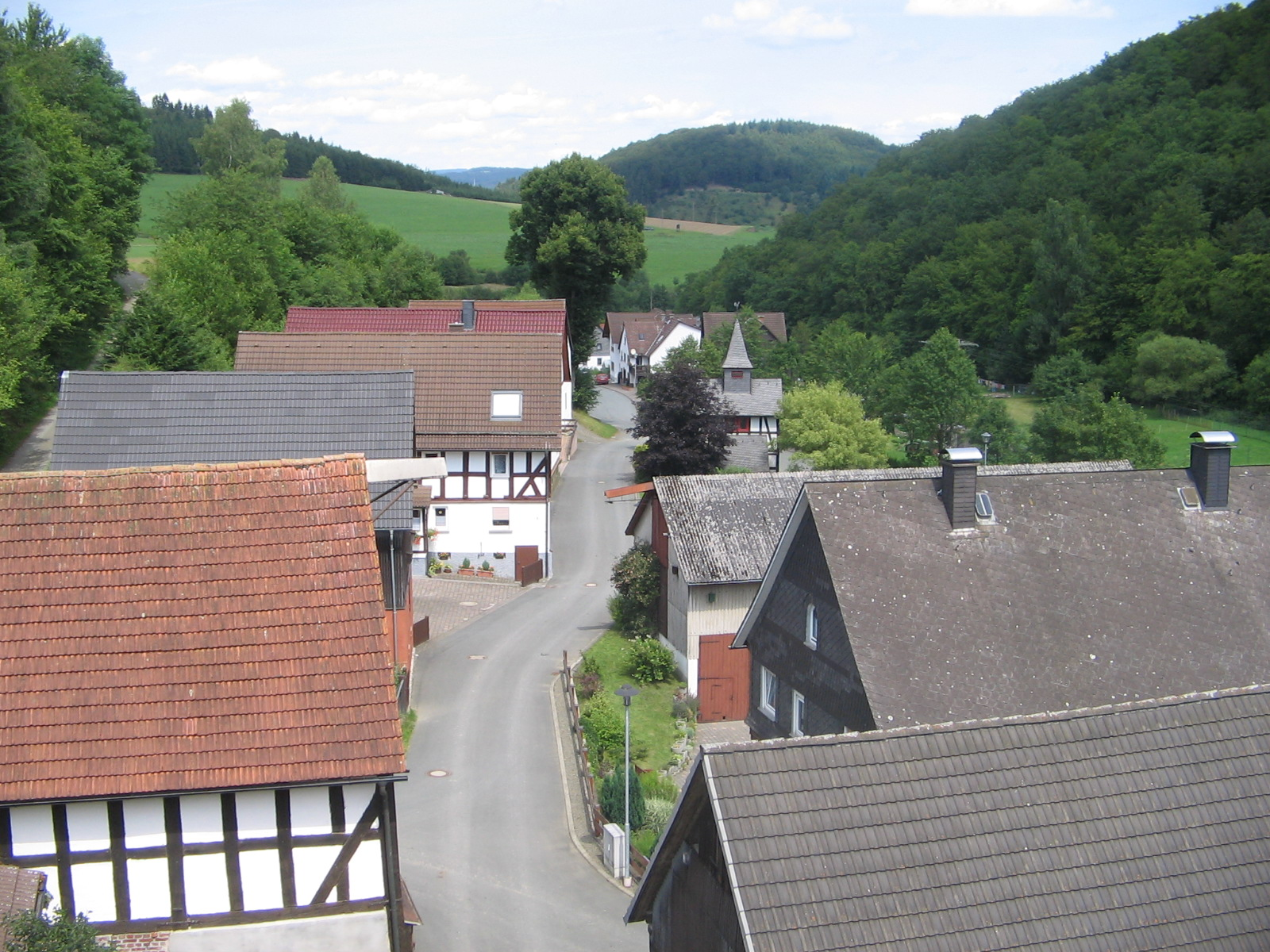
Blick Richtung Hatzfeld
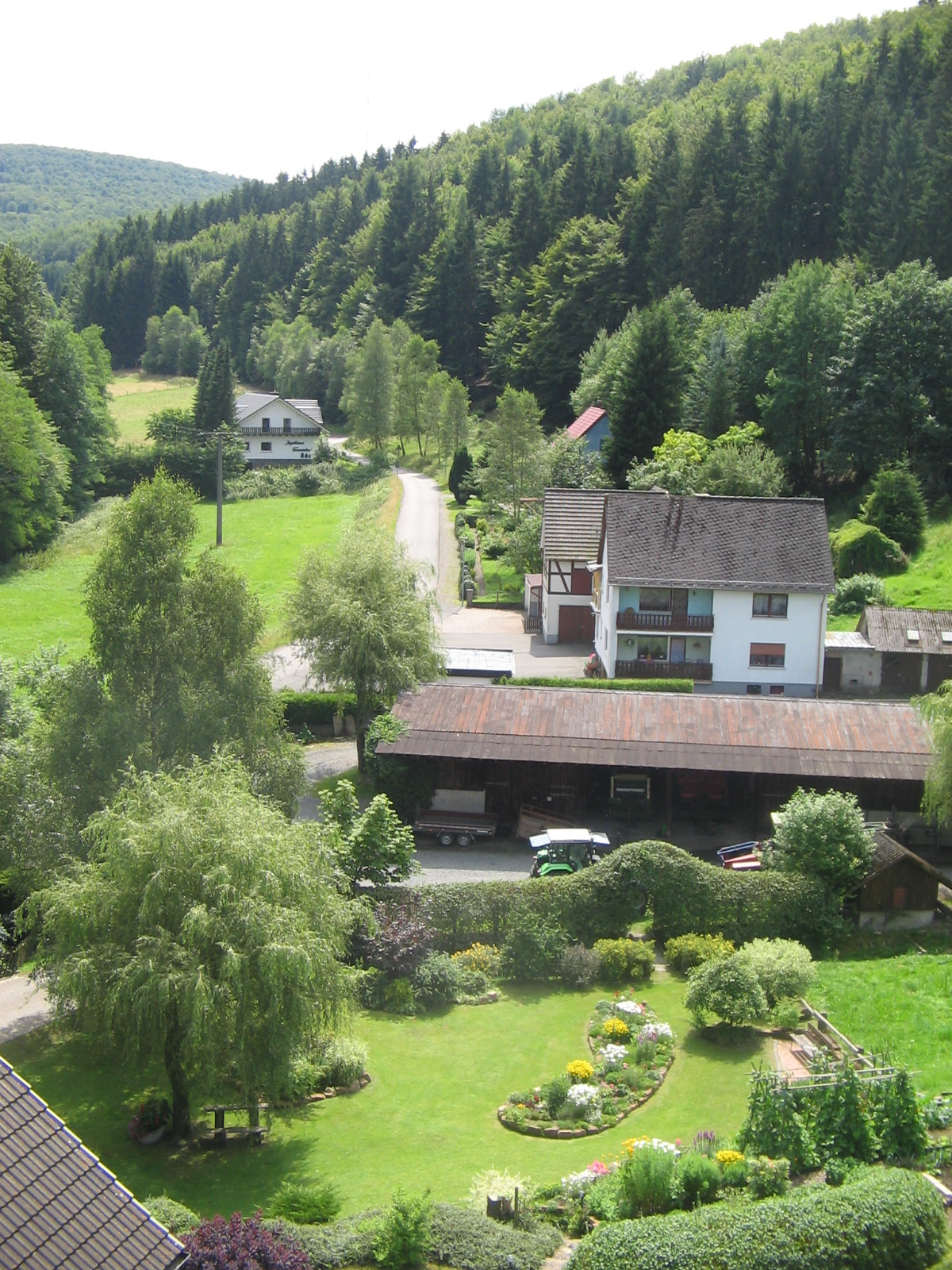
Blick Richtung Sackpfeife
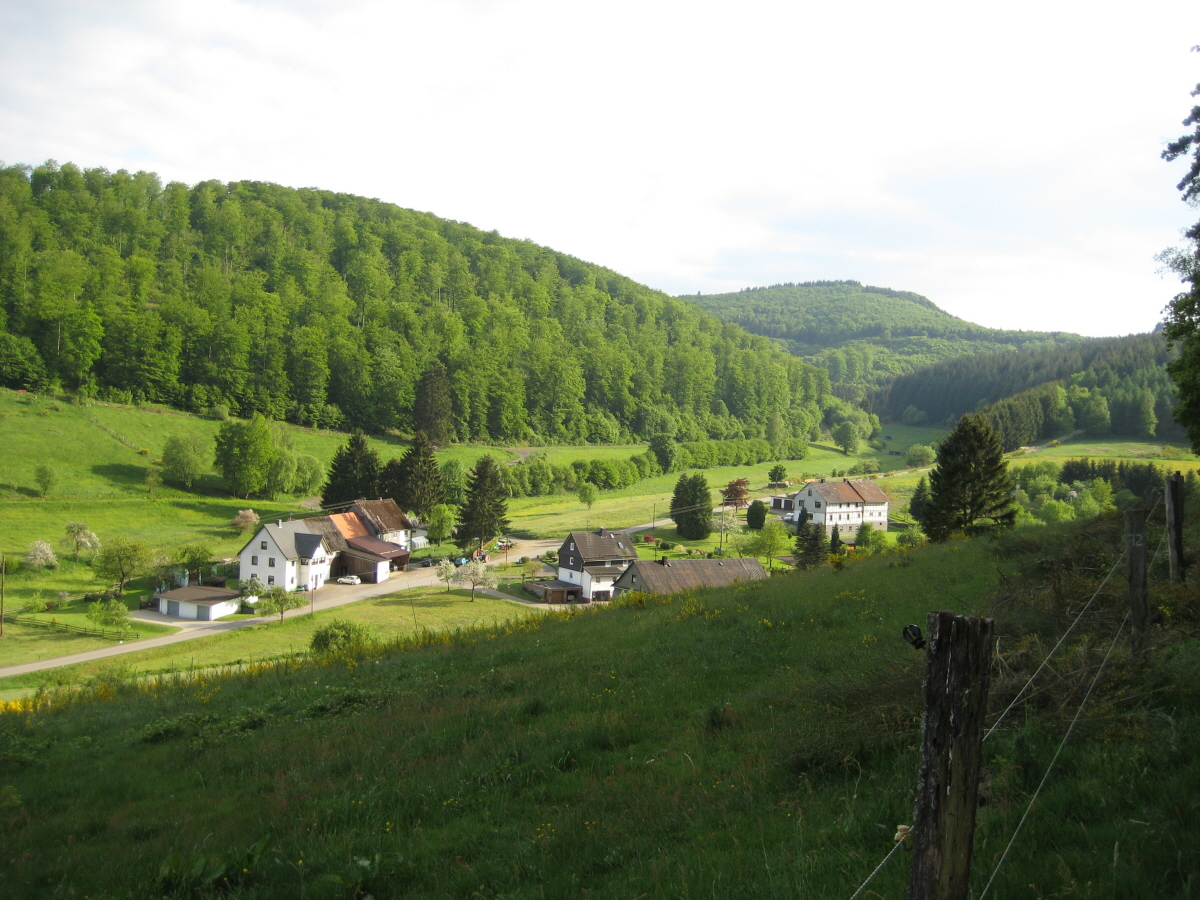
Hof Rhoda
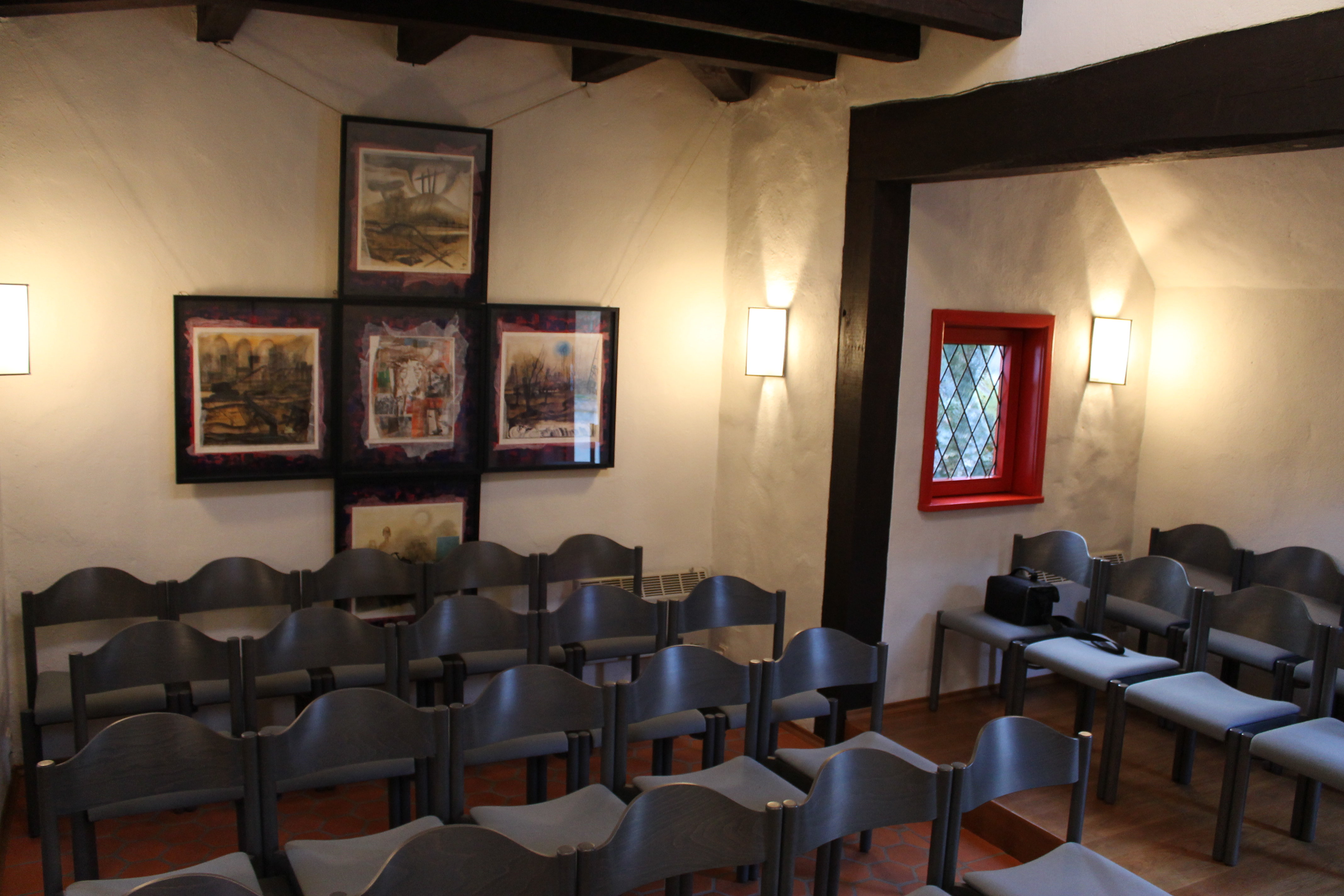
Innenraum der Kirche
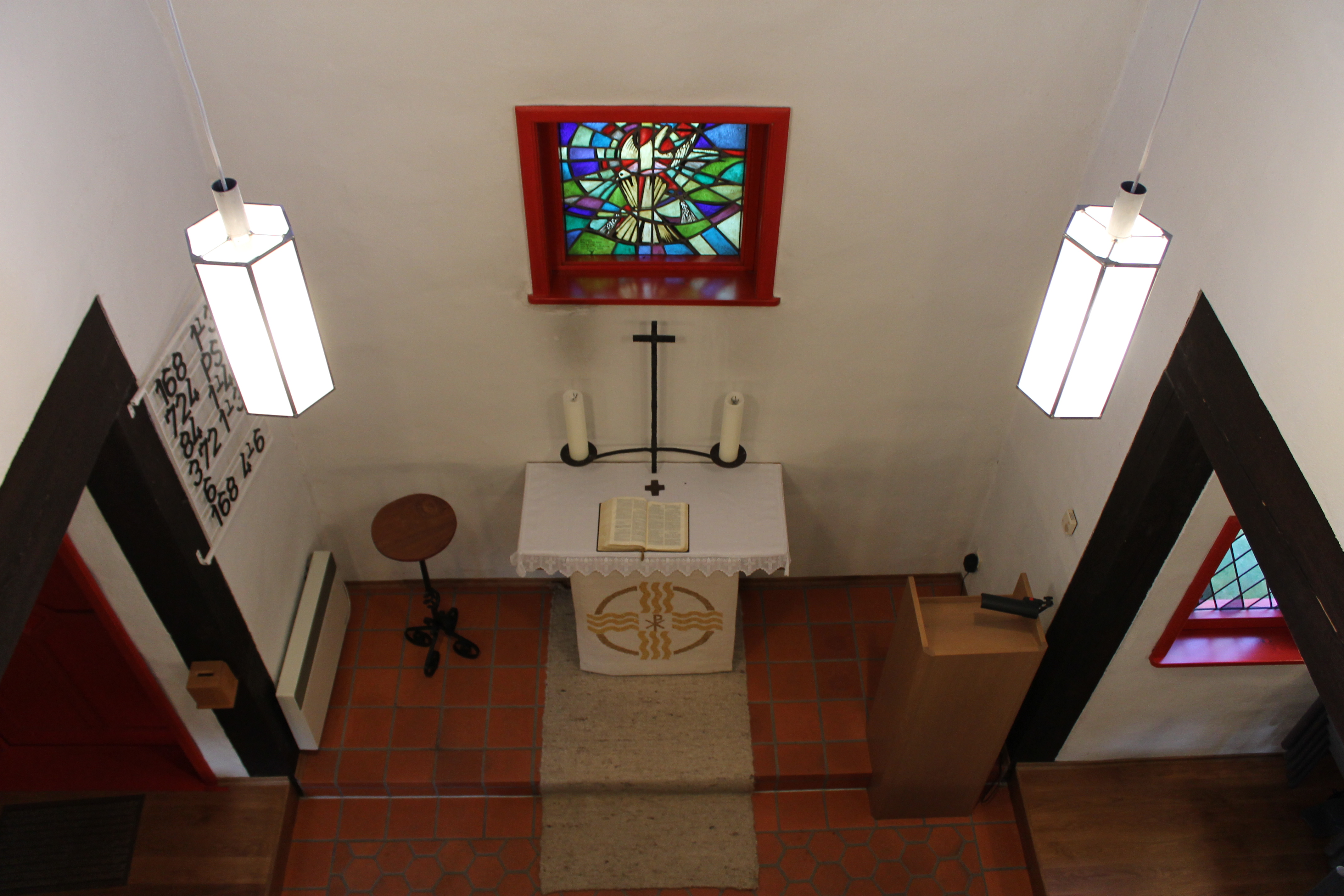
Altar der Kirche